# تشاه دشت محمد خان 12 (صحرا بردسكن)
تشاه دشت محمد خان 12 (بالإنجليزية: Chah-e Dasht Mohammad Khan 12)‏ هي مستوطنة تقع في إيران في قسم صحرا الريفي.